# Fritz Dennerlein
Federico Dennerlein dit Fritz (né le 14 mars 1936 à Portici, mort le 3 octobre 1992 à Naples) est un nageur, joueur de water-polo et entraîneur italien.

## Biographie
Fritz Dennerlein est de père allemand et de mère roumaine mais n'a eu que la nationalité italienne. Il a établi 5 records européens de natation en papillon de 1959 à 1962. Il est mort à la suite d'un accident de circulation et est enterré au  Cimitero acattolico di Santa Maria delle Fede, le cimetière anglais de Naples.
La piscine de la Mostra d'Oltremare porte son nom.